# Cartaya (kommunhuvudort)
Cartaya är en kommunhuvudort i Spanien.   Den ligger i provinsen Provincia de Huelva och regionen Andalusien, i den sydvästra delen av landet, 500 km sydväst om huvudstaden Madrid. Cartaya ligger 16 meter över havet och antalet invånare är 17 905.
Terrängen runt Cartaya är platt. Runt Cartaya är det ganska tätbefolkat, med 70 invånare per kvadratkilometer. Närmaste större samhälle är Huelva, 18,7 km öster om Cartaya. Trakten runt Cartaya består till största delen av jordbruksmark.